# Leo Schoots
Leonardus Marius (Leo) Schoots (Buren (Gld.), 26 juli 1945 - Alblasserdam, 26 juni 2019) was een Nederlands politicus van de PvdA.
Schoots was zwemonderwijzer en bedrijfsleider van een zwembad voor hij adjunct-directeur werd van de gemeentelijke dienst sportzaken bij de gemeente Ridderkerk. In die gemeente werd hij verkozen tot lid van de gemeenteraad en van 1982 tot 1989 was hij daar wethouder en locoburgemeester. Vervolgens was hij bijna vijf jaar lid van de Tweede Kamer. Eind 1993 werd hij waarnemend burgemeester van Zevenhuizen-Moerkapelle ter vervanging van de zieke burgemeester A.W. Lips. Twee jaar later werd hij daar alsnog per Koninklijk Besluit benoemd tot burgemeester. In 2000 volgde zijn benoeming tot burgemeester van Cuijk. In februari 2010 ging hij vervroegd met pensioen waarbij Paul Mengde hem als waarnemer opvolgde. Leo Schoots overleed op 26 juni 2019 in Alblasserdam.
- Parlement.com: vg09llqdn6wz